# Sul tasto
Sul tasto (italienska vid brädan) är ett spelsätt på stråkinstrument som innebär att man för stråken på strängarna längre från stallet än normalt, ungefär där greppbrädan börjar. Spelsättet ger en svag och dämpad klang. Motsatsen är sul ponticello.